# Jan Kuf
Jan Kuf (Praga, 11 de maio de 1991) é um pentatleta checo. 

## Carreira
Kuf representou seu país nos Jogos Olímpicos de Verão de 2016, terminando na 36ª colocação.